# Pseudoyoungia cristata
Pseudoyoungia cristata là một loài thực vật có hoa trong họ Cúc. Loài này được (C. Shih & C.Q. Cai) D. Maity & Maiti mô tả khoa học đầu tiên năm 2010.